# Le Nouveau Monde (film, 2005)
Pour les articles homonymes, voir Le Nouveau Monde.
Pour plus de détails, voir Fiche technique et Distribution.
Le Nouveau Monde (The New World) est un film américain réalisé par Terrence Malick, sorti en 2005,.

## Synopsis
Au XVIIe siècle, sur la côte Est de l'Amérique du Nord, trois navires anglais accostent pour fonder une nouvelle colonie qui prend le nom de Jamestown. Sur la côte, un groupe d’Amérindiens les observe avec stupéfaction. À peine débarqué, l’un des colons, John Smith, est sur le point d’être pendu pour rébellion. Il est gracié in extremis par le capitaine Christopher Newport, le chef d’expédition.
Les nouveaux arrivants s’installent, construisent un fort et entrent en contact avec les indigènes. Très vite, des tensions apparaissent et John Smith est envoyé en ambassade auprès des Indiens. Loin d’être bien accueilli, il est capturé et manque d'être mis à mort lorsqu'une jeune fille intercède en sa faveur. Il s'agit de Pocahontas, la fille préférée du chef Powhatan. Ce dernier accepte de laisser la vie sauve au Britannique, à condition que lui et les siens repartent pour leur pays dès la fin de l'hiver.
Pendant quelque temps, John Smith vit en semi-liberté parmi les Indiens et découvre en eux un peuple pacifique et proche de la nature. Peu à peu, il tombe sous le charme de la jeune femme. L’idylle prend fin lorsque le chef Powhatan le renvoie vers les siens, enjoignant aux colons de repartir. Mais, à son retour au fort, il découvre une situation très dégradée : une partie de l’expédition est retournée en Angleterre et ceux qui restent subissent une famine effroyable. À la suite d’une rixe, il prend le commandement de la colonie qui est sauvée grâce à l’aide alimentaire que la princesse Pocahontas leur fait parvenir en secret.
Découvrant la trahison de sa fille, le roi la bannit de son village et l'envoie vivre chez son oncle, dans une autre tribu. Ayant déjà eu des contacts avec les Britanniques, l'oncle propose aux colons de leur échanger la jeune fille contre différents colifichets. Les colons font pression sur Smith afin qu’elle soit retenue en otage pour garantir leur sécurité. Celui-ci refuse et une mutinerie éclate qui le démet de ses fonctions. La jeune Indienne est rachetée, mais les Britanniques, se souvenant de l'aide qu'elle leur a apportée alors qu'ils mouraient de faim, la traitent néanmoins avec égards.
Au printemps, les navires sont de retour d'Angleterre, chargés de vivres et de colons. Libéré par Newport, John Smith apprend que le roi d'Angleterre désire qu'il prenne la tête d’une nouvelle expédition contournant l'Amérique à la recherche d’une route vers les Indes. Il choisit de partir et fait en sorte que, deux mois après son départ, on annonce son décès par noyade à la jeune Indienne.
Cette dernière poursuit sa vie dans la colonie où elle est bien acceptée, mais elle a perdu toute sa joie de vivre. L’un des colons récemment arrivés, John Rolfe, la remarque et finit par la demander en mariage, ce qu’elle accepte du bout des lèvres. Les années passent et un petit Thomas naît de leur union.
Quelques années plus tard, sur l’invitation du roi, la princesse et sa famille partent pour l’Angleterre où, cette dernière ayant incidemment appris que John Smith était vivant, une rencontre a lieu. Pocahontas lui demande s'il a trouvé les Indes. John secoue la tête. « Tu les trouveras », lui assure-t-elle. « Peut-être que je suis passé près sans les voir... », répond John, triste. Pocahontas sourit avant de retourner vers son époux. Peu de temps après, lors de leur voyage de retour vers la Virginie, elle décède d'une pneumonie, apaisée.

## Fiche technique
Sauf mention contraire, cette fiche technique est établie à partir d'IMDb.
- Titre français : Le Nouveau Monde
- Titre original : The New World
- Réalisation : Terrence Malick
- Scénario : Terrence Malick
- Direction artistique : David Crank
- Décors : Jack Fisk
- Costumes : Jacqueline West
- Photographie : Emmanuel Lubezki
- Son : Craig Berkey
- Musique : James Horner
- Musiques additionnelles : Mozart, Wagner
- Montage : Richard Chew, Hank Corwin, Saar Klein, Mark Yoshikawa
- Production : Sarah Green, Peter La Terriere, Toby Emmerich, Trish Hofmann, Bill Mechanic, Rolf Mittweg et Mark Ordesky
- Sociétés de production[4] : New Line Cinema, Sunflower Productions, Sarah Green Film, First Foot Films, The Virginia Company LLC
- Sociétés de distribution : New Line Cinema (États-Unis), Metropolitan Filmexport (France)
- Budget de production : 30 000 000 $
- Pays de production :  États-Unis,  Royaume-Uni
- Langue originale : algonquien, anglais
- Format[5] : couleur — 35 mm — 2,35:1 — DTS / Dolby Digital / SDDS
- Genre : aventures, drame, historique
- Durée : 135 minutes / 172 minutes
- Dates de sortie[6] : 
  - États-Unis : 25 décembre 2005
  - Royaume-Uni : 27 janvier 2006
  - France : 15 février 2006

## Distribution
- Colin Farrell (VF : Boris Rehlinger, VQ : Martin Watier) : John Smith[7]
- Q'orianka Kilcher (VF : Jessica Monceau, VQ : Karine Vanasse) : Rebecca (Pocahontas, son nom ou son surnom indien n'est pas nommé pendant le film)[8]
- Christopher Plummer (VF : Bernard Dhéran, VQ : Vincent Davy) : capitaine Christopher Newport[9]
- Christian Bale (VF : Laurent Natrella, VQ : Antoine Durand) : John Rolfe[10]
- Yorick van Wageningen (VF : Bernard-Pierre Donnadieu, VQ : Jean-Luc Montminy) : capitaine Argall
- David Thewlis (VF : Philippe Catoire) : capitaine Edward Wingfield
- August Schellenberg : Powhatan
- Wes Studi : Opchanacanough
- Raoul Trujillo : Tomocomo
- Michael Greyeyes : Rupwew
- Kalani Queypo : Parahunt
- Ben Mendelsohn : Ben
- Noah Taylor : Selway
- Brían F. O'Byrne (VF : Sylvain Lemarié) : Lewes
- Ben Chaplin (VQ : Pierre Auger) : Jehu Robinson
- Jamie Harris : Emery
- Janine Duvitski : Mary
- Eddie Marsan : Eddie
- Joe Inscoe : Ackley
- Jake Curran : James
- John Savage : Savage
- Thomas Clair : Patawomeck
- Alex Rice : femme de Patawomeck
- Irene Bedard : mère de Pocahontas
- Ford Flannagan : Winthrop
- Bev Appleton : Small
- Billy Merasty : Kiskiak
- Jonathan Pryce : le roi James
- Alexandra Malick : la reine Anne

## Musique
La bande originale du film est entièrement signée James Horner, elle sort le 24 janvier 2006 sous le label New Line Records.
Bandes originales par James Horner
La Légende de Zorro
(2005) Les Fous du roi
(2006)
| No  | Titre                                                        | Durée |
| --- | ------------------------------------------------------------ | ----- |
| 1.  | The New World                                                | 5:23  |
| 2.  | First Landing                                                | 4:46  |
| 3.  | A Flame Within                                               | 4:06  |
| 4.  | An Apparition In The Fields...                               | 3:42  |
| 5.  | Journey Upriver                                              | 4:16  |
| 6.  | Of The Forest                                                | 6:56  |
| 7.  | Pocahontas And Smith                                         | 3:41  |
| 8.  | Forbidden Corn                                               | 11:01 |
| 9.  | Rolfe Proposes                                               | 4:31  |
| 10. | Winter Battle                                                | 8:28  |
| 11. | All Is Lost                                                  | 8:15  |
| 12. | A Dark Cloud Is Forever Lifted                               | 9:55  |
| 13. | Listen To The Wind (chanson interprétée par Hayley Westenra) | 4:35  |

## Commentaires
Le Nouveau Monde raconte l'histoire de l'amérindienne Pocahontas, sa rencontre avec le navigateur britannique John Smith puis sa vie avec le colon John Rolfe jusqu'à sa mort.
Bien que l'histoire soit fortement romancée (la Pocahontas qui sauva Smith n'avait en réalité que 11 ou 12 ans), le film a été tourné dans la région où fut construite la première colonie permanente britannique, Jamestown, et où la véritable Pocahontas passa les premières années de sa vie.
Comme dans la plupart de ses films, mais encore davantage dans celui-ci (et dans La Ligne rouge), Malick fait un usage important et complexe des voix off ; d'autant plus que dans la version distribuée du film, où il y a plus d'ellipses, Pocahontas est privée de langage pendant la majeure partie du film, et si John Smith lui apprend l'anglais, on l'entend très peu. En revanche, les deux amoureux ont une voix intérieure, par laquelle ils s'interrogent et communiquent entre eux. Pierre Berthomieu voit dans le surgissement de cette voix intérieure le surgissement de la conscience de soi et de l'amour, incarnation de l'idée d'infini : « Conséquence : l'amour de Smith et Pocahontas s'exprime dans des séquences de caresses, de contemplation, de silence et de sourires. Les voix off qui les accompagnent s'entendent comme le dialogue des amoureux, qui transcende la différence de langue et se dispense de la voix.»

## Autour du film
- Le tournage débuta le 26 juillet 2004 et se déroula à Oxford, Surrey et Hatfield au Royaume-Uni, ainsi qu'à Chickihominy River aux États-Unis.
- Le fort de Virginie fut construit en 30 jours, c'est-à-dire en exactement la même durée que les colons de l'époque qui n'avaient ni grue ni autre outillage moderne.
- Le nom de Pocahontas n'est jamais cité dans le film, néanmoins il est inscrit dans le générique de fin.
- Premier film depuis Hamlet, réalisé par Kenneth Branagh en 1996, à utiliser une pellicule de 65 mm pour certaines scènes.
- Terrence Malick rédigea son script à la fin des années 1970.
- Q'orianka Kilcher avait 14 ans lors du début du tournage. On estime que la vraie Pocahontas devait avoir 11 ou 12 ans lorsqu'elle rencontra pour la première fois John Smith.
- La musique originale est composée par James Horner. Les musiques additionnelles sont le prélude de L'or du Rhin de Richard Wagner, et le Concerto pour piano no 23 en la majeur, KV 488 de Wolfgang Amadeus Mozart.

## Distinctions[14]
- Nomination à l'Oscar de la meilleure photographie en 2006.
- Le Nouveau monde a été élu 9e meilleur film de la décennie 2000-2009 par les Cahiers du cinéma.